# 紀元前119年
紀元前119年（きげんぜん119ねん）は、ローマ暦の年である。

## 他の紀年法
- 干支 : 壬戌
- 日本
  - 開化天皇39年
  - 皇紀542年
- 中国
  - 前漢 : 元狩4年
- 朝鮮
  - 檀紀2215年
- 仏滅紀元 : 426年
- ユダヤ暦 : 3642年 - 3643年

## できごと

### ギリシア
- ヒッパルコスがアテナイのアルコンになる。

### アジア
- 1月 - 6月 - 衛青（- 紀元前106年）と霍去病（紀元前140年 - 紀元前117年）に率いられた漢軍が、ゴビ砂漠のオルホン渓谷（現在のモンゴル）での漠北の戦いで匈奴を破る。
- 漢で鉄、塩、酒の専売が始められる。

## 死去
- 李広 - 漢の将軍